# Vajrasattva
Vajrasattva (sanskrit : वज्रसत्त्व), mot signifiant littéralement « être animé de diamant » (tibétain : རྡོ་རྗེ་སེམས་དཔའ།, Wylie : rdo rje sems dpa'; chi. 金剛薩埵 Jīngāngsāduò; jap. Kongosatta), est un bouddha du courant vajrayāna. Purificateur du karma, il concentre les énergies et la sagesse des cinq dhyani bouddhas dont il est parfois décrit comme l'essence. La pratique de Vajrasattva est centrée sur la confession et la purification.

## Porteurs de vajra
Vajrasattva (« Être de Vajra ») et son émanation Sattvavajra (« Vajra de l'Être »), Vajradhara (« Détenteur du Vajra », chi: 金刚持 jīngāng chí; tib.: rdo rje 'chang) et son émanation ou bodhisattva Vajrapāni (« Vajra en main », Porteur du Vajra, chi: 金刚手 jīngāng shǒu; tib.: phyag na rdo rje), appelé aussi le « Seigneur des mystères » (sk: guhyapati; chi: 秘密主 Mìmì zhǔ; tib. gsang ba'i bdag po), entretiennent d’étroites relations et sont parfois identifiés à la même entité. Il y a ici une forte ambiguïté, dhara signifiant par exemple porter, soutenir, alors que pāņi tient en main, ce qui inverserait les traductions usuelles données ci-haut… La traduction tibétaine classique clarifie un peu la situation: Vajrapāņi manipule et rend hommage en saluant avec les mains, alors que Vajradhara préserve, et tient à l'esprit
Certains courants du bouddhisme tibétain considèrent Vajradhara comme le dharmakāya et Vajrasattva comme le sambhogakāya source des tantras (alors que les sūtras proviennent de la bouche du Nirmāṇakāya Shakyamuni). Les enseignements de la Grande Perfection dzogchen et du Grand Sceau mahāmudrā proviendraient directement, les premiers de Vajrasattva, et les seconds de Vajradhara. Néanmoins, d'autres estiment que celui-ci n’est pas vraiment l’ādibuddha suprême, puisque ce dernier, sans forme ni mouvement, ne saurait enseigner. Ils considèrent donc Vajradhara comme une manifestation du véritable dharmakāya Samantabhadra. Selon un tantra, Vajradhara fut produit comme un cercle de lumière par Vairochana alors que celui-ci méditait sur Samantabhadra dans le domaine du vajra ou « terre du diamant ».
Vajrapāņi est le plus souvent considéré comme la forme courroucée de Vajrasattva ou Vajradhara.
Le patriarche kagyüpa Nāropa est parfois considéré comme l’incarnation de Vajrasattva.
Le Maître indien Tilopa (988-1069), l'un des premiers maillons de la Lignée du Rosaire d´Or Kagyupa, aurait reçu ses instructions principales du Bouddha Vajradhara, en particulier les enseignements du Mahāmudrā.
Dans la lignée du bouddhisme Shingon, Vajrasattva est traditionnellement vu comme étant le second patriarche, le premier étant le bouddha Mahavairochana (voir l'article Vairochana). Dans ses écrits sur la transmission du Dharma, Kobo_Daishi le fondateur de la lignée relate une légende transmise par Amoghavajra d'après laquelle Nagarjuna aurait rencontré et reçu l'initiation de Vajrasattva dans un stupa de fer situé dans le sud de l'Inde. Ayant pu pénétrer dans celui-ci, Vajrasattva aurait initié Nagarjuna aux différents rituels et abhisheka. Le principal écrit du bouddhisme shingon, le Rishu Kyo décrit le processus par lequel le pratiquant doit passer pour se transformer en vajrasattva.

## Mantra-de-cent-syllabes
Le mantra de purification de Vajrasattva connaît de très nombreuses variations de détails, dans l'énoncé comme dans la traduction. Jusqu'à ne pas avoir cent syllabes! En voici une version plus courante, ainsi qu'une traduction moyenne, dégagée de ses plus profondes implications: 
Oṃ Vajrasattva samaya manupālaya |

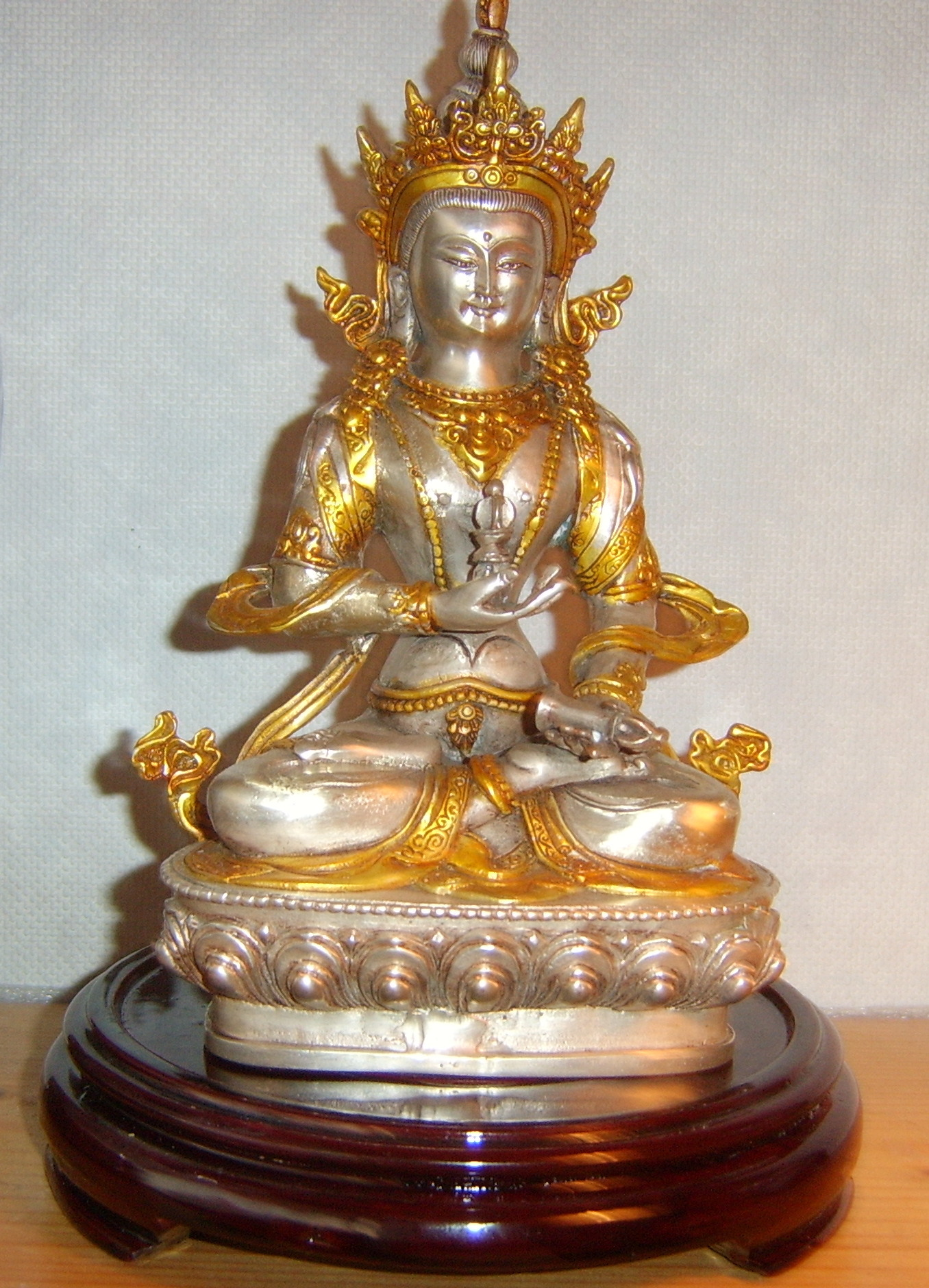
Statue du Vajrasattva.

Hommage à l'Être de Diamant qui tient ses serments (de bodhisattva).
Vajra sattva tenopa(20)tiṣṭha 
Vajrasattva, demeure en moi,
Dṛiḍho me bhava, Sutokayo (30) me bhava, 
rends-moi ferme, rends-moi satisfait,
Supokayo me bhava, Anurakto me bhava, 
rends-moi complet, rends moi compatissant.
Sarva siddhiṃ (50) me prayaccha, 
Accorde-moi tous les accomplissements,
Sarvakarma sutsame (60)  citta śriyaḥ kuru hūṃ, 
qu'en toutes actions mon esprit soit vertueux.
Hā hā (70) hā hā hoḥ, 
Bhagavan sarva Tathā(80)gata Vajra 
Ô Bienheureux, diamant de tous les Ainsi-venus,
mā me muñca; Vajra (90) bhava 
ne m'abandonne pas. Que je sois diamant,
mahāsamaya sattva āḥ (100).
Être du grand serment.

## Iconographie
Vajrasattva est le plus souvent représenté seul, le vajra dans la main droite à la hauteur du cœur et la cloche ghanta retournée dans la main gauche, symbolisant respectivement la force et la sagesse. Il est en général de couleur blanche, mais parfois bleue ou plus rarement rouge. Occasionnellement, il apparaît en Yab-Yum avec sa parèdre Vajragharvi (matrice du vajra) ou Ghantapani (porteuse de cloche). Le bouddha Vajradhara tient un vajra dans chacune de ses mains croisées sur sa poitrine ; son corps est bleu sombre.